# Ion Costea
Ion Costea (* 12. April 1912; † 2. Juni 2013) war ein rumänischer Fußballspieler und -trainer.

## Sportlicher Werdegang
Costea debütierte im September 1935 für CFR Bukarest in der Divizia A. Bis 1948 lief er für die Mannschaft in der höchsten Spielklasse auf und gewann mit ihr – nach der Umbenennung in Rapid – zwischen 1938 und 1942 fünf Mal in Folge den Cupa României, zudem wurde er mit ihr 1938, 1940 und 1941 jeweils Vizemeister.
Nach seinem Karriereende blieb Costea dem Klub als Kartenverkäufer und Trainer erhalten, insgesamt war er 72 Jahre für Rapid Bukarest tätig. Er hatte den Grundstock der Mannschaft ausgebildet, die am Ende der Spielzeit 1966/67 erstmals in der Vereinsgeschichte den Meistertitel für Rapid gewann. Darunter finden sich Spieler wie Dan Coe, Alexandru Neagu oder Ion Dumitru.